# Lounge Against the Machine
 (avril 2012).
Si vous disposez d'ouvrages ou d'articles de référence ou si vous connaissez des sites web de qualité traitant du thème abordé ici, merci de compléter l'article en donnant les références utiles à sa vérifiabilité et en les liant à la section « Notes et références ».
Lounge Against the Machine est le premier album du cover band comique américain Richard Cheese and Lounge Against the Machine, sorti le 17 octobre 2000.
Son nom est un jeu de mots sur le nom de l'album Rage Against the Machine du groupe du même nom.

## Liste des pistes
| 1.    | Nookie/ Break Stuff      | Limp Bizkit              | 2:35 |
| 2.    | Guerilla Radio           | Rage Against the Machine | 2:14 |
| 3.    | Come Out And Play        | Offspring                | 2:53 |
| 4.    | Closer                   | Nine Inch Nails          | 2:21 |
| 5.    | Wrong Way                | Sublime                  | 2:15 |
| 6.    | Bullet The Blue Sky      | U2                       | 2:55 |
| 7.    | Creep                    | Radiohead                | 2:56 |
| 8.    | Last Resort              | Papa Roach               | 1:40 |
| 9.    | Rape Me                  | Nirvana                  | 1:55 |
| 10.   | What's My Age Again      | Blink 182                | 1:23 |
| 11.   | Smack My Bitch Up        | The Prodigy              | 3:01 |
| 12.   | Fight For Your Right     | Beastie Boys             | 1:55 |
| 13.   | Only Happy When It Rains | Garbage (groupe)         | 2:03 |
| 14.   | Suck My Kiss             | Red Hot Chili Peppers    | 0:56 |
| 15.   | Holiday In Cambodia      | Dead Kennedys            | 1:43 |
| 16.   | The Rockafeller Skank    | Fatboy Slim              | 2:05 |
| 34:50 |                          |                          |      |